# Wolfgang Partsch
Wolfgang Partsch (* 29. August 1945 in Wien) ist ein österreichischer Pionier auf dem Gebiet des Supply-Chain-Managements (SCM). Als Autor mehrerer Standardwerke erwarb er in Fachkreisen internationale Anerkennung.

## Werdegang
Wolfgang Partsch promovierte 1970 an der Universität Wien in Physik mit einer Arbeit über die Exploration natürlicher Ressourcen. Ab 1979 entwickelte er das Konzept des modernen Supply Chain Managements, das er ab 1980 als Projektleiter bei Booz Allen & Hamilton erstmals in der Praxis erprobte. 1982 beschrieb er in einem Artikel der Wirtschaftswoche zum ersten Mal die Grundzüge und einen Anwendungsfall dieses neuen Ansatzes. 1983 gründete er die weltweit erste auf SCM spezialisierte Beratungsfirma. Es folgten Beratertätigkeiten für internationale Großkonzerne wie Volkswagen, Aventis, Nestle und Coca-Cola.   Partsch lebt  in München.

## Werke (Auswahl)
- Wolfgang Partsch (1979): „Rechtzeitig den Erfolg gesichert“, in: manager magazin, 6/79.
- Wolfgang Partsch (1982): „Der Weg zur Integration“, in: Wirtschaftswoche, 50/82.
- Wolfgang Partsch (1989): „Zukunftstrends im Material-Management und in der Logistik“, in: Material-Management-Magazin, 3–4/89, S. 3–5.
- Wolfgang Partsch, Gene Tyndall et al. (1998): Supercharging Supply Chains. New Ways to Increase Value Through Global Operational Excellence, New York: John Wiley & Sons.
- Wolfgang Partsch (2000): „Management des Umlaufvermögens in der Supply Chain“, in: Hans-Christian Pfohl (Hrsg.): Supply Chain Management: Logistik plus? Logistikkette – Marketingkette – Finanzkette, Berlin: Erich Schmidt Verlag, S. 119–138.
- Vivek Sood mit Wolfgang Partsch und Lin Giralt (2015): Unchain your Corporation. From Supply Chains to B2B Networks, St Leonards: Global Supply Chain Group.